# 漢二川站
漢二川站（韓語：한이천역）是朝鮮民主主義人民共和國南浦特别市的一個鐵路車站，属于西海閘門線。

## 邻近车站
西海閘門線
松觀站 - 漢二川站 - 铁矿站